# Harry Hardt

Harry Hardt 1926 auf einer Fotografie von Alexander Binder

Harry Hardt, gebürtig Hermann Karl Viktor Klimbacher Edler von Reichswahr (* 4. August 1899 in Pola, Österreich-Ungarn; † 14. November 1980 in Wien) war ein österreichischer Schauspieler.

## Leben
Der Offizierssohn studierte Kunstgeschichte und absolvierte eine Ausbildung als Offiziersanwärter an der Militärakademie. Nach dem Ersten Weltkrieg hielt er einen Militärberuf für wenig sinnvoll und entschied sich, Schauspieler zu werden.
Nach Schauspielunterricht in Graz und Berlin gab er 1919 sein Debüt am Theater von Olmütz. Ab 1920 spielte er am Trianon-Theater in Berlin. Im selben Jahr trat er erstmals im Stummfilm auf und wurde bald zu einem häufig eingesetzten Nebendarsteller. Er verkörperte zunächst galante junge Liebhaber, später vornehme Herren der besseren Gesellschaft. In Der Mann, der Sherlock Holmes war agierte er als Ganove, der sich von dem Sherlock-Holmes-Gebaren eines Detektivs (Hans Albers) beeindrucken lässt. In Berlin wurde er auch Mitglied der Freimaurerloge Victoria.
Insgesamt wirkte Hardt in etwa 180 Spielfilmen mit, dazu in zahlreichen Fernsehproduktionen. In der Serie Königlich Bayerisches Amtsgericht trat er mehrmals als Graf von Haunsperg in Erscheinung. Zuletzt intensivierte er wieder seine Theaterarbeit.

## Filmografie (Auswahl)
- 1920: Die Frauen vom Gnadenstein
- 1921: Millionenraub
- 1921: Der ewige Kampf
- 1921: Der Leidensweg der Inge Krafft
- 1922: Der falsche Dimitry
- 1922: Es leuchtet meine Liebe
- 1922: Das Komödiantenkind
- 1923: Wettlauf ums Glück
- 1923: Paganini
- 1923: Frühlingsfluten
- 1923: Nanon
- 1923: Fräulein Raffke
- 1923: Frauenmoral (Schande)
- 1924: Ihre letzte Dummheit
- 1924: Der Klabautermann
- 1924: Spanische Gluten
- 1924: Thamar, das Kind der Berge
- 1924: Ein Traum vom Glück
- 1924: Um eine Million
- 1924/26: Der krasse Fuchs
- 1925: Der Hahn im Korb
- 1925: Ich liebe Dich
- 1925: Im Namen des Kaisers
- 1925: Der Mann im Sattel
- 1925: Schiff in Not
- 1925: Vorderhaus und Hinterhaus
- 1925: Der Trödler von Amsterdam
- 1925: Um Recht und Ehre
- 1925: Die Frau von vierzig Jahren
- 1926: Der Provinzonkel
- 1926: Die kleine Inge und ihre drei Väter
- 1926: Zopf und Schwert
- 1927: Das edle Blut
- 1927: Der Feldmarschall
- 1927: Die Frau im Schrank
- 1927: Gefährdete Mädchen
- 1927: Grand Hotel …!
- 1927: Hast du geliebt am schönen Rhein
- 1927: Klettermaxe
- 1927: Sturmflut
- 1927: Ein Mordsmädel
- 1927: Die weiße Sklavin
- 1927: Der Zigeunerbaron
- 1927: Kinderseelen klagen euch an
- 1927: Der große Unbekannte
- 1928: Rutschbahn
- 1928: Fünf bange Tage
- 1928: Ungarische Rhapsodie
- 1928: Der gefesselte Polo
- 1928: Casanovas Erbe
- 1928: Spelunke
- 1928: Was ist los mit Nanette?
- 1929: Unschuld (Die kleine Veronika)
- 1929: Der Mann, der nicht liebt
- 1929: Manolescu
- 1929: Hochverrat
- 1929: Flucht in die Fremdenlegion
- 1929: Die wunderbare Lüge der Nina Petrowna
- 1929: Die Schleiertänzerin
- 1929: Es flüstert die Nacht …
- 1930: Donauwalzer
- 1930: Die Jagd nach der Million
- 1930: Die Sünde der Lissy Krafft
- 1930: Die Warschauer Zitadelle
- 1930: Zwei Krawatten
- 1930: Verklungene Träume
- 1930: Der weiße Teufel
- 1930: Der Greifer
- 1930: Mary
- 1931: Grock
- 1931: Die Fremde
- 1931: Liebeskommando
- 1931: Arme, kleine Eva
- 1931: Die nackte Wahrheit
- 1931: Tänzerinnen für Süd-Amerika gesucht
- 1931: Täter gesucht
- 1931: Der unbekannte Gast
- 1931: Im Geheimdienst
- 1932: Ein süßes Geheimnis
- 1932: Unter falscher Flagge
- 1932: Die unsichtbare Front
- 1932: Strafsache van Geldern
- 1932: Strich durch die Rechnung
- 1932: Die Gräfin von Monte Christo
- 1932: Zwei vom Südseeexpreß
- 1932: Kampf um Blond
- 1933: Rund um eine Million
- 1934: Abenteuer eines jungen Herrn in Polen
- 1934: Das verlorene Tal
- 1934: Zigeunerblut
- 1934: Schwarzer Jäger Johanna
- 1934: Ein Mann will nach Deutschland
- 1934: Die Insel
- 1935: Petersburger Nächte. Walzer an der Newa
- 1935: Barcarole
- 1935: Artisten
- 1935: Nacht der Verwandlung
- 1935: Der alte und der junge König
- 1935: Der blaue Diamant
- 1935: Wenn die Musik nicht wär'
- 1936: Es geht um mein Leben
- 1936: Der Bettelstudent
- 1936: Onkel Bräsig
- 1936: Fridericus
- 1937: Der Mann, der Sherlock Holmes war
- 1937: La Habanera
- 1937: Die Kronzeugin
- 1938: Der Spieler
- 1939: Das Ekel
- 1939: Meine Tante, deine Tante
- 1939: Stern von Rio
- 1940: Ein Mann auf Abwegen
- 1940: Falstaff in Wien
- 1940: Trenck, der Pandur
- 1940/42: Der große König
- 1941: Jakko
- 1941: Vom Schicksal verweht
- 1941: Sechs Tage Heimaturlaub
- 1942: Der Fall Rainer
- 1942: Die goldene Stadt
- 1942: Wien 1910
- 1942: Der Ochsenkrieg
- 1943: Münchhausen
- 1943: Das Ferienkind
- 1950: Toselli-Serenade (Romanzo d'amore)
- 1950: Großstadtnacht
- 1951: Maria Theresia
- 1951: Das Herz einer Frau
- 1953: Der Feldherrnhügel
- 1953: Alles für Papa
- 1953: Wirbel um Irene (Irene in Nöten)
- 1953: Kaiserwalzer
- 1954: Kaisermanöver
- 1954: Ewiger Walzer
- 1954: 08/15
- 1954: Der schweigende Engel
- 1954: Die Sonne von St. Moritz
- 1954: Die kleine Stadt will schlafen gehn
- 1955: Marianne
- 1955: Königswalzer
- 1955: Um Thron und Liebe
- 1955: Es geschah am 20. Juli
- 1955: Spionage
- 1955: Gestatten, mein Name ist Cox
- 1956: Made in Germany
- 1956: Das Mädchen Marion
- 1957: Die Panne
- 1957: Wenn Frauen schwindeln
- 1958: Mylord weiß sich zu helfen (Fernsehfilm)
- 1959: Die Wahrheit über Rosemarie
- 1960: Willy, der Privatdetektiv
- 1961: Unsere tollen Tanten
- 1961: Der Hochtourist
- 1962: Bekenntnisse eines möblierten Herrn
- 1965: Der Fall Harry Domela
- 1965: Tausend Takte Übermut
- 1968: Der nächste Herr, dieselbe Dame
- 1969: Komm nach Wien, ich zeig dir was!
- 1970: Das Kamel geht durch das Nadelöhr
- 1970: Josefine Mutzenbacher
- 1971: Merkwürdige Geschichten – Die verhexte Bahnstation (Fernsehserie)
- 1971: Wenn der Vater mit dem Sohne (Fernsehserie)
- 1972: Die merkwürdige Lebensgeschichte des Friedrich Freiherrn von der Trenck (Fernsehfilm)
- 1973: Hexen – geschändet und zu Tode gequält
- 1973: Okay S.I.R. – Aus der Traum (Fernsehserie)
- 1974: Karl May
- 1974: Die gelbe Nachtigall (Fernsehfilm)
- 1975: Auch Mimosen wollen blühen
- 1978: Derrick: Abendfrieden (Fernsehserie)
- 1979: La lumière des justes (Fernsehserie)